# Louis-Nicolas Clérambault
Louis-Nicolas Clérambault (París, Francia, 19 de diciembre de 1676 - Ibidem, 26 de octubre de 1749) fue un compositor y organista francés, siguiendo la secular tradición familiar, entró muy joven al servicio de la corte real.

## Biografía
Es el miembro más destacado de una familia de músicos parisinos que estuvieron al servicio de la corte desde el siglo XV. Hijo de Dominique Clérambault, posiblemente su maestro de violín y clavecín, a pesar de que el instrumento en el que más destacó fue el órgano. También fue discípulo de grandes maestros como Jean-Baptiste Moreau, y de André Raison, a quien dedicó Livre d’orgue (1710), convirtiéndose así en uno de los instrumentistas más importantes de su época. Desde 1714 fue organista de la Casa Real de Saint Cyr (Versalles) puesto que heredaron dos de sus hijos; de Saint Sulpice (París), también ocupó el cargo de la música superintendente de Madame de Maintenon, y desde 1719, del convento de los Jacobinos de la Rue Saint Jacques. Fue un vivo defensor de la mezcla de estilos, y si su primera (y única) colección e música para clave (1704) está escrita totalmente al gusto francés, en las siguientes obras incorpora elementos del estilo italiano, en paralelo con el gran François Couperin. En 1710 obtuvo un privilegio real gracias al que podía publicar todo tipo de música. Sus cantatas en francés le han asegurado pasar a la posteridad, por su variedad melódica y rítmica, elegancia y refinamiento técnico; estas cantatas se publicaron en cinco volúmenes (1710-1726). En este terreno, todos los expertos coinciden en resaltar el gran logro de Orphée (1710), para voz aguda, flauta, violín y bajo continuo, considerada un verdadero paradigma de la cantata francesa del siglo XVIII. Los recitativos son de estilo francés, mientras que las arias adquieren un estilo italiano.

### Obras

#### Teclado
- Clave: primer libro de piezas para clave (dos suites, 1704)
- Órgano: primer libro de órgano (dos suites, 1710)

#### Cámara
- 7 sonatas o sinfonías para 1 o 2 violines y bajo continuo, así como sonatas a trío.

#### Voz
- Secular: 25 cantatas francesas a 1 o 2 voces, con y sin sinfonía, veinte de ellas publicadas en  colecciones (1710, 1713, 1716, 1720, 1726); 1 cantatille: La naissance du Saveur de monde; 8 canciones en la obra colectiva Airs sérieux et à boire (1697-1716).
- Sacra: varias obras, algunas de ellas Te Deum a 3 voces (1710), un Magníficat a 3 y bajo continuo (1704) y, sobre todo, un elevado número de motetes tanto petites como grands (con coros y sinfonía). Destacan los recopilados en 5 libros manuscritos y los 6 volúmenes de motetes editados, principalmente los Six motets à une et deux voix pour tout le choeur avec la base continue pour lórgue (dedicado a as religiosas de la casa real de Saint-Cyr (1733). Un oratorio: l’histoire de la femme adultère.

#### Música para la escena
Intermedios para Aquilius et Florus (1723). Varios divertimentos: Le triomphe d’Iris (1706); Le triomphe de la vertu (1723); L’Idylle de Saint Cyr (1745); Le Retour du printemps (1748).

### Sonatas
Las sonatas de Clérmbault se mueven entre la necesidad de crear un estilo propio francés, la fidelidad a la forma corelliana y la influencia de Couperin en su labor de combinar los gustos francés e italiano. Todo ello inspira a Clérambault unas obras normalmente en varios movimientos, frecuentemente de cuatro a seis, aunque en algún caso (Chaconne, en un solo movimiento) se hace evidente el espíritu de libertad con que el compositor se pone al trabajo. En la mayoría de estas piezas camerísticas se observa una técnica compositiva elaborada, de impecable textura polifónica, hábil y avanzado lenguaje armónico, así como un personal sentido del color tímbrico.

### Cantatas
Las cantatas de cámara de Clérambault han proporcionado a su compositor la reputación de ser el maestro del género en su país y en su siglo; normalmente siguen un plan sencillo de recitativos y arias en sucesión, que rara vez sobrepasan los veinte minutos de duración. La cumbre de esas cantatas es Orphée, que pertenece al primer libro. Lendre et Hero también es una pieza magistral que pertenece al segundo libro ambas escritas para voz aguda, violín, flauta y bajo continuo. Polipheme pertenece también al primer libro y La mort d’Hercule pertenece al tercero.